# Madeconeuria
Madeconeuria is een geslacht van haften (Ephemeroptera) uit de familie Oligoneuriidae.

## Soorten
Het geslacht Madeconeuria omvat de volgende soorten:
- Madeconeuria insulicola